# 葉曄
葉曄，台灣硬筆書法家，民國74年於新北市出生，台灣師範大學美術系畢業，父母為金門人，師範大學畢業後回金門任教。練習硬筆字超過20年，曾贏得許多鋼筆寫字比賽冠軍。2016年2月22日成立 Facebook 粉絲專頁，2017年離開國中教職，在台灣、香港、澳門、中國推廣硬筆書法。
連續27屆28屆兩年，金曲獎部分表演內容大螢幕投影表演資訊的字體，是採用其手寫體研發之字型葉書體。

## 出版品
- 《葉曄的美字養成課【1書＋1練習帖】》方智出版社（作者：葉曄）
- 《21天美字計畫》遠流出版社（作者：侯信永、葉曄）
- 《寫字的日常》遠流出版社（作者：侯信永、葉曄）
- 《手寫美「行」》遠流出版社
- 《美字練習日：靜心寫好字》三采出版社（作者：葉曄、楊耕）
- 《美字工學：鋼筆字冠軍教你寫一手好看的字》三采出版社（作者：葉曄、楊耕）
- 《美日‧美字》（作者：侯信永、葉曄）遠流出版社

## 成就紀錄
- 麋研齋全國硬筆書法比賽楷書第一名以及數屆行書第一名
- 右軍盃全國硬筆書法比賽社會組行書第二名、楷書優選
- 書寫及製作專屬手寫鋼筆字型──《葉書體》，並榮登2016年金曲獎表演舞台字幕
- 鋼筆手稿受邀參加台中中友百貨「逐築字─文字工藝創作展」聯展
- 香港電影《使徒行者》指定鋼筆寫手[9]

## 外部連結
- 葉曄×夜夜寫字 （页面存档备份，存于）
- 葉曄親子習字網 （页面存档备份，存于）
- 葉曄×夜夜寫字youtube （页面存档备份，存于）
- 葉曄×夜夜寫字FB （页面存档备份，存于）
- 葉曄IG
- 葉曄twitter （页面存档备份，存于）
- 葉曄mastodon （页面存档备份，存于）
- 葉書體 （页面存档备份，存于）